# Jennifer Isacco
Jennifer Isacco (ur. 27 lutego 1977 w Como) – włoska bobsleistka, brązowa medalistka olimpijska.

## Kariera
Największy sukces w karierze osiągnęła w 2006 roku, kiedy wspólnie z Gerdą Weissensteiner zdobyła brązowy medal w dwójkach na igrzyskach olimpijskich w Turynie. Był to jej jedyny start olimpijski. W tym samym roku i tym samym składzie Włoszki zdobyły także srebrny medal na mistrzostwach Europy w Sankt Moritz. Na mistrzostwach świata najlepszy wynik osiągnęła w 2003 roku, kiedy podczas mistrzostw świata w Winterbergu w parze z Weissensteiner zajęła piątą pozycję.